# Anonidium mannii
Anonidium mannii (Oliv.) Engl. & Diels – gatunek rośliny z rodziny flaszowcowatych (Annonaceae Juss.). Występuje naturalnie w Ghanie, południowej części Nigerii, w Kamerunie, Gabonie, Kongo oraz Demokratycznej Republice Konga. 

## Morfologia
PokrójZimozielone drzewo.
LiścieMierzą 35 cm długości oraz 17 cm szerokości.
KwiatyDziałki kielicha mają trójkątnie rozwarty kształt i dorastają do 30 mm długości. Płatki zewnętrzne mają eliptyczny kształt i osiągają do 7 cm długości. Płatki wewnętrzne są mniejsze.

## Biologia i ekologia
Rośnie w wilgotnych lasach podzwrotnikowych (częściowo zimozielonych). Występuje na wysokości do 1000 m n.p.m.

## Zmienność
W obrębie tego gatunku wyróżniono jedną odmianę:
- Anonidium mannii var. brieyi (De Wild.) R.E.Fr. – występuje naturalnie w Kamerunie. Liście mają podłużnie odwrotnie lancetowaty kształt. Mierzą 50 cm długości oraz 14 cm szerokości. Wierzchołek jest spiczasty. Kwiaty zebrane są w wierzchotkach. Rozwijają się na pniach i gałęziach (kaulifloria). Działki kielicha mają trójkątnie owalny kształt. Płatki zewnętrzne mają lancetowaty kształt i osiągają 4–5 cm długości. Płatki wewnętrzne są mniejsze. Rośnie w lasach[7].